# 鋸岳 (赤石山脈)
鋸岳（のこぎりだけ）は赤石山脈（南アルプス）北端に位置する標高2,685メートルの山。日本二百名山および山梨百名山に選定されている。山頂周辺は南アルプス国立公園の特別保護地区に指定されている。

## 概要
甲斐駒ヶ岳の北西に隣接する山で、その名のごとく鋸状の急峻な山容をしている。三角点は北端に近いピーク（2,606.8メートル）にあるが、それより南側の第一高点（2,685メートル）・第三項点・第二高点（2,675メートル）の方が高い。その南東側に、烏帽子岳（2,594メートル）と三ツ頭（2,589メートル）が続く。
戸台口からの南アルプス林道バスの車窓からは、途中で鋸岳の全貌を見渡すことが可能である。
富士川（釜無川）および天竜川水系の戸台川の支流の源流の山である。

## 登山

### 登山ルート
登山道は戸台川から沢沿いに稜線に登るいくつかのコース（角兵衛沢、熊ノ穴沢、七丈ヶ滝尾根）と、甲斐駒ヶ岳から稜線上を長野県側の山麓（富士見）まで至るコースがあるが、いずれも一般ルートではなく、ある程度の岩登りの技術を要し山梨百名山の中では難易度が高い山とされている。

### 山小屋
- 六合目石室 - 三ツ頭と甲斐駒ヶ岳との鞍部にある無人の避難小屋（収容人数10人）。2006年秋に改修された[3]。

近辺には営業山小屋はない。戸台川の赤河原分岐にあった丹渓山荘は廃業したため、最も近い山小屋は甲斐駒ヶ岳・黒戸尾根の七丈小屋または北沢峠の山小屋である。これにより、山体の急峻さとも相まって、隣接する甲斐駒ヶ岳と比べて登山者は極めて少ない。

## 周辺の山
- 甲斐駒ヶ岳：2,967メートル
- 雨乞岳：2,037メートル
- 日向山：1,660メートル
- 鞍掛山：2,037メートル

## 関連画像

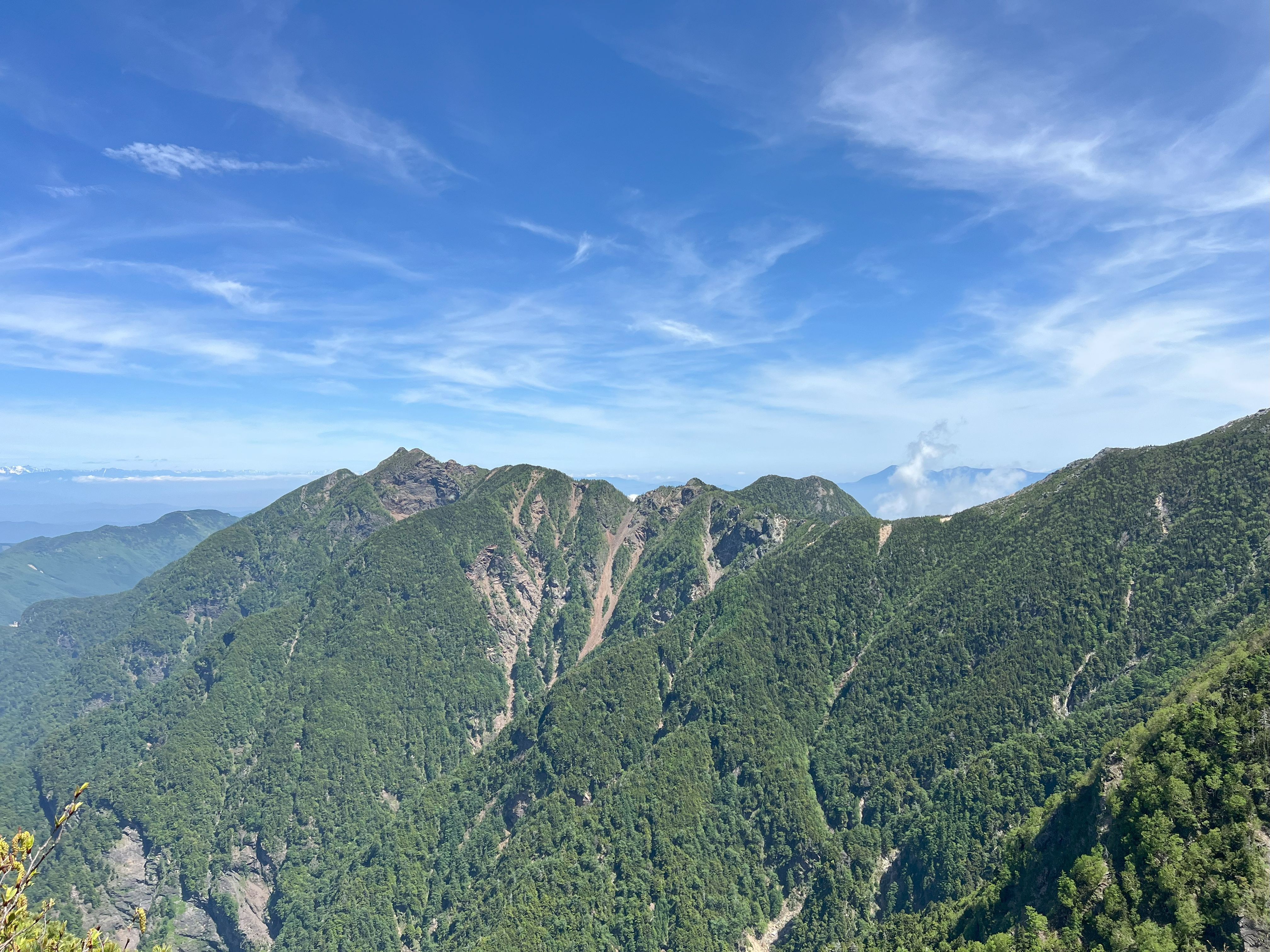
双児山から望む鋸岳
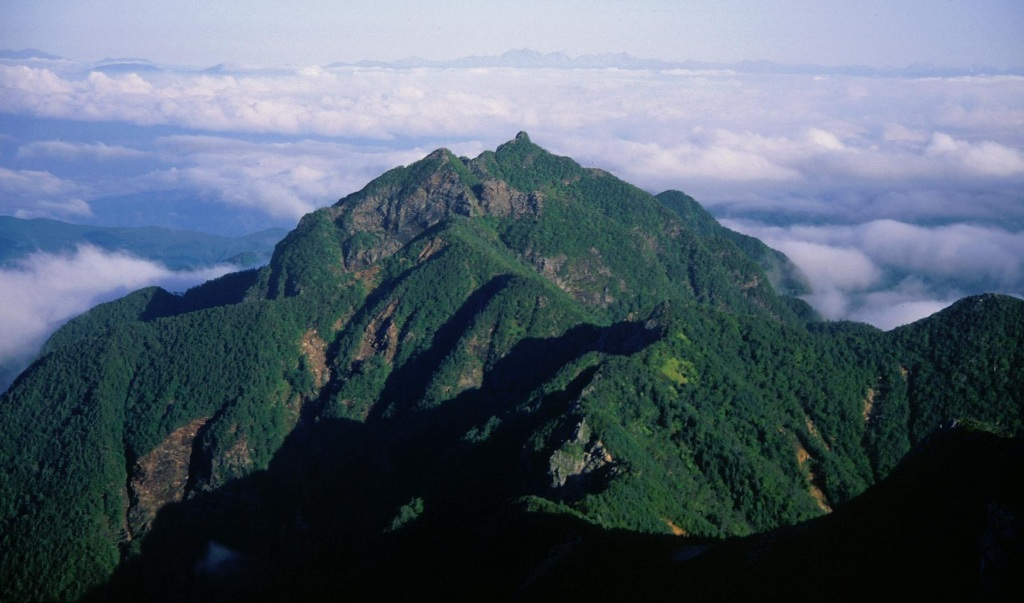
駒津峰から望む鋸岳
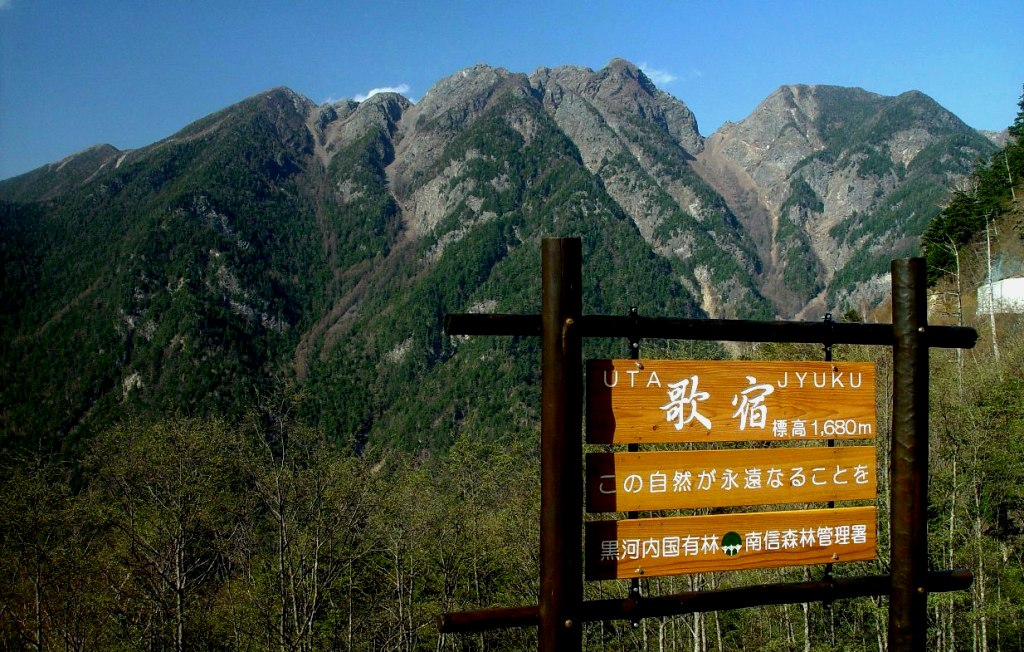
歌宿（林道）から望む鋸岳
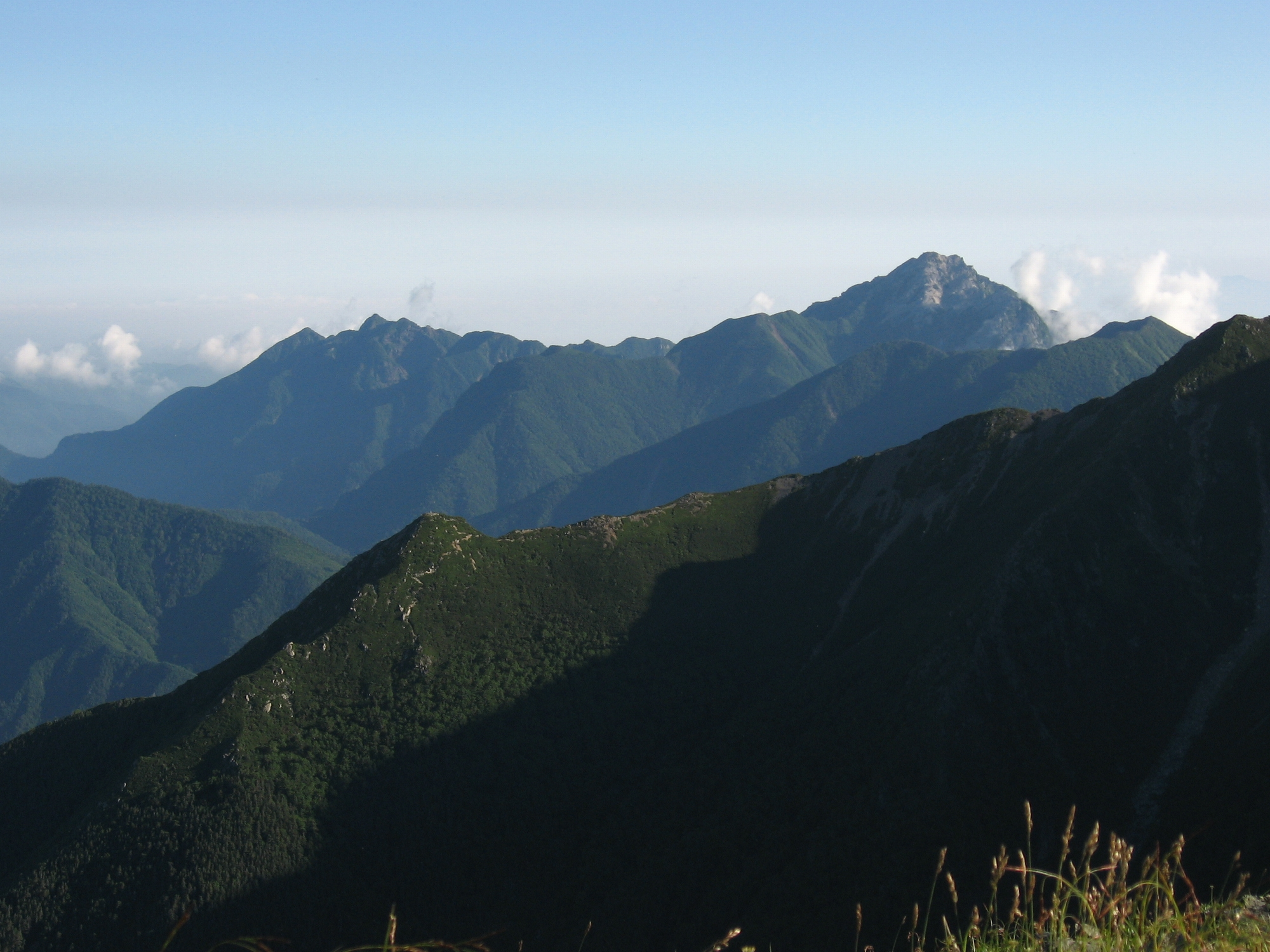
間ノ岳から望む鋸岳（左）と甲斐駒ヶ岳（右）
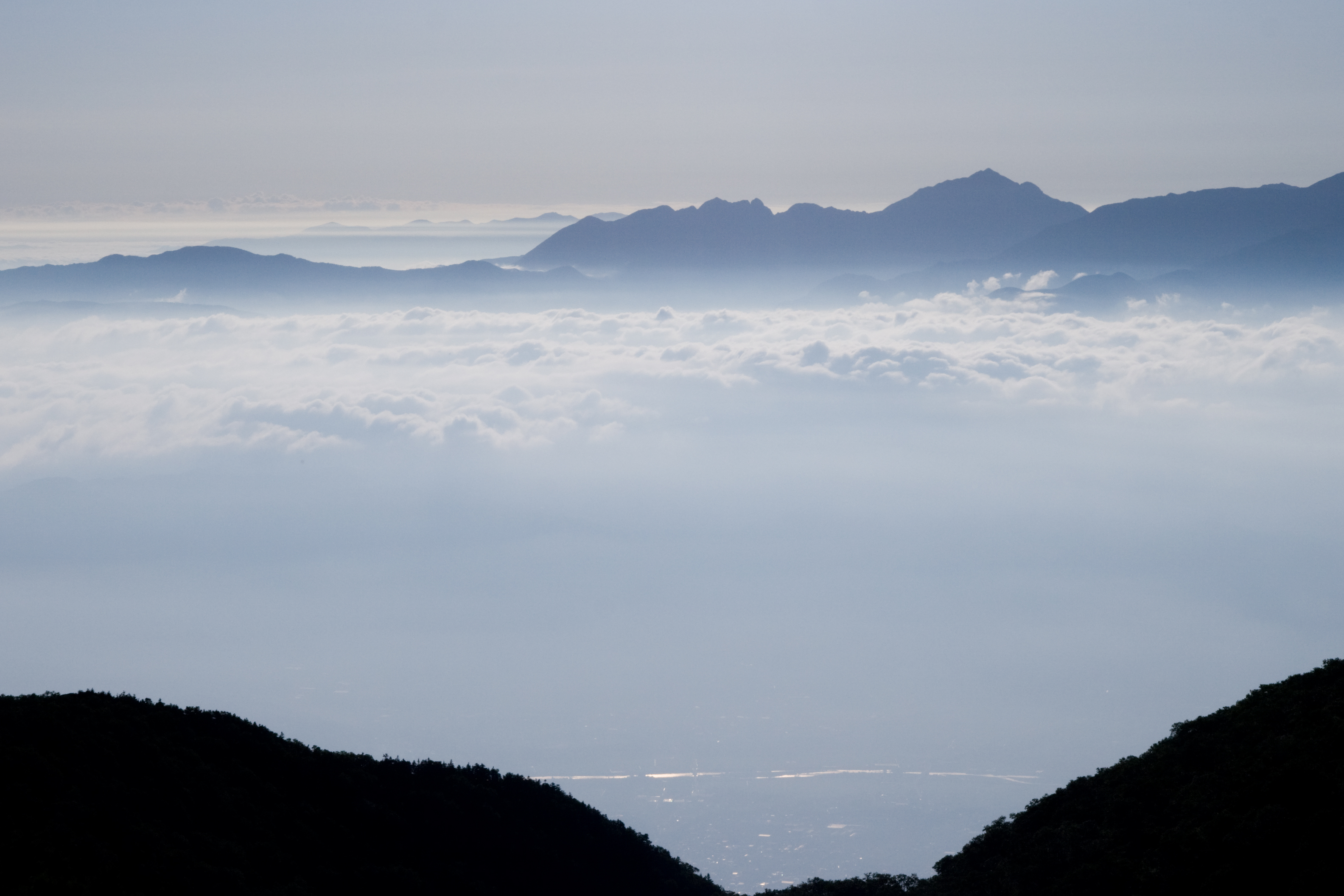
空木岳から望む鋸岳（中央）と甲斐駒ヶ岳（右）
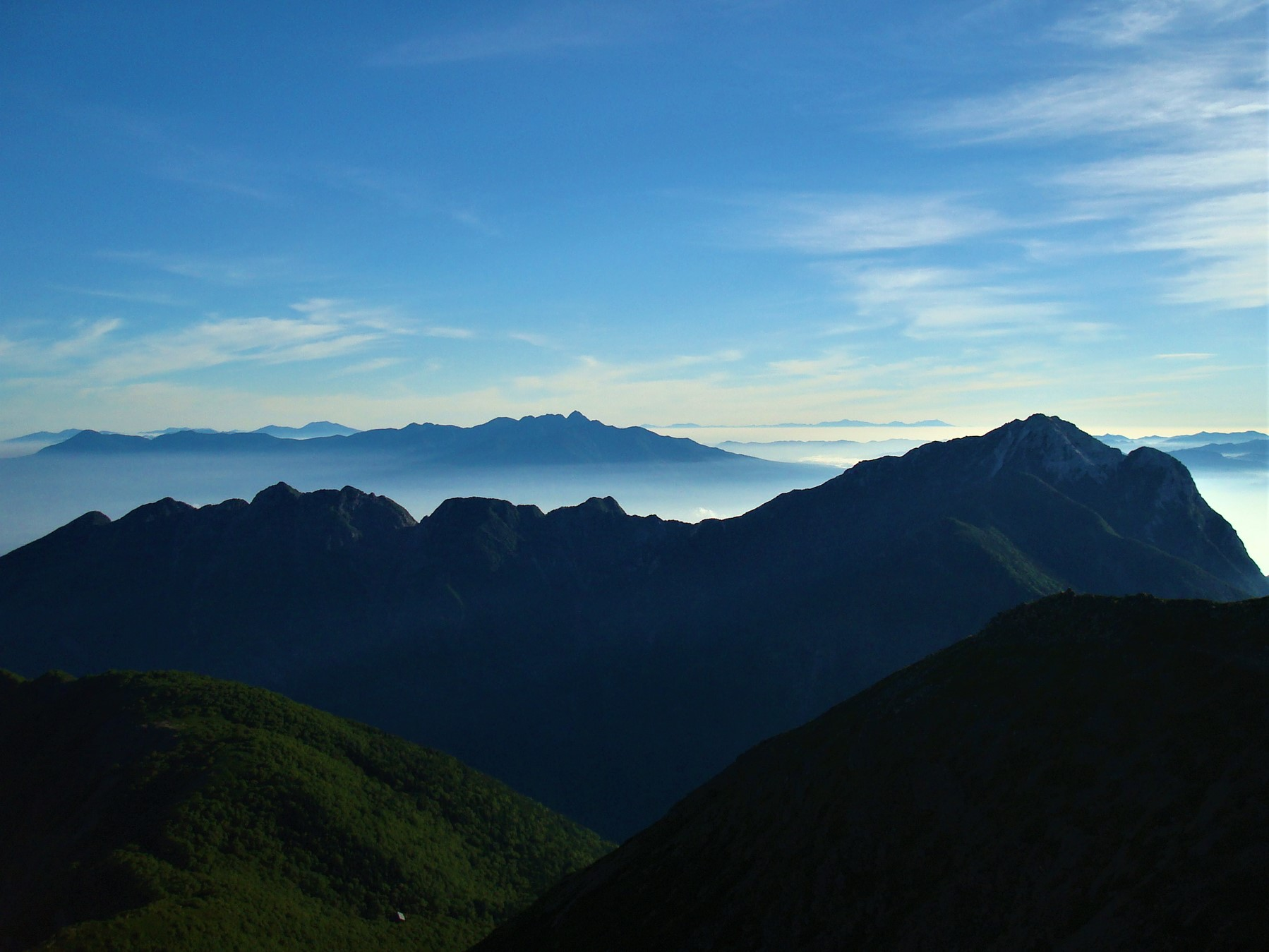
仙丈ヶ岳から望む鋸岳（左）と甲斐駒ヶ岳（右）
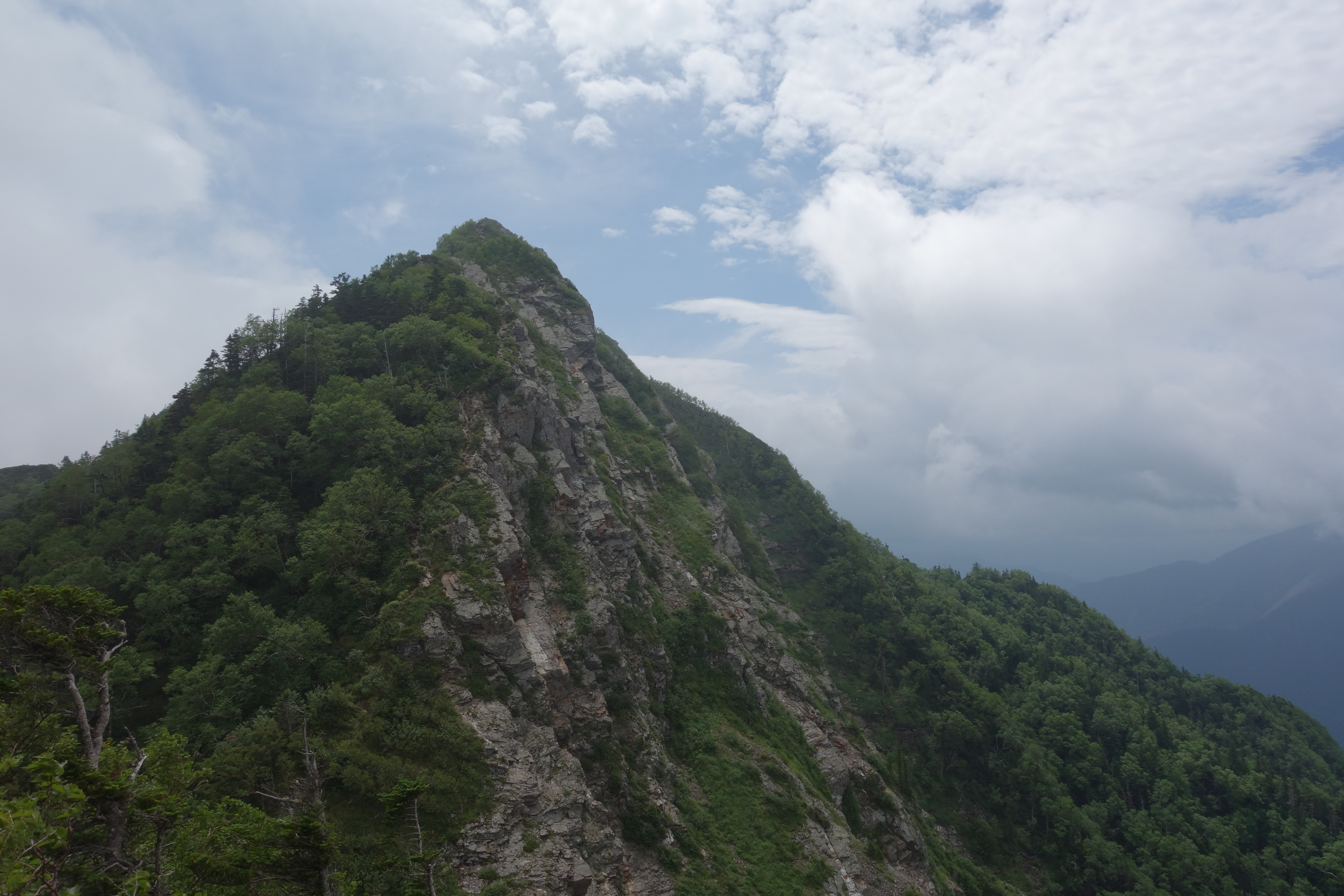
角兵衛沢ノ頭からの鋸岳（第一高点）
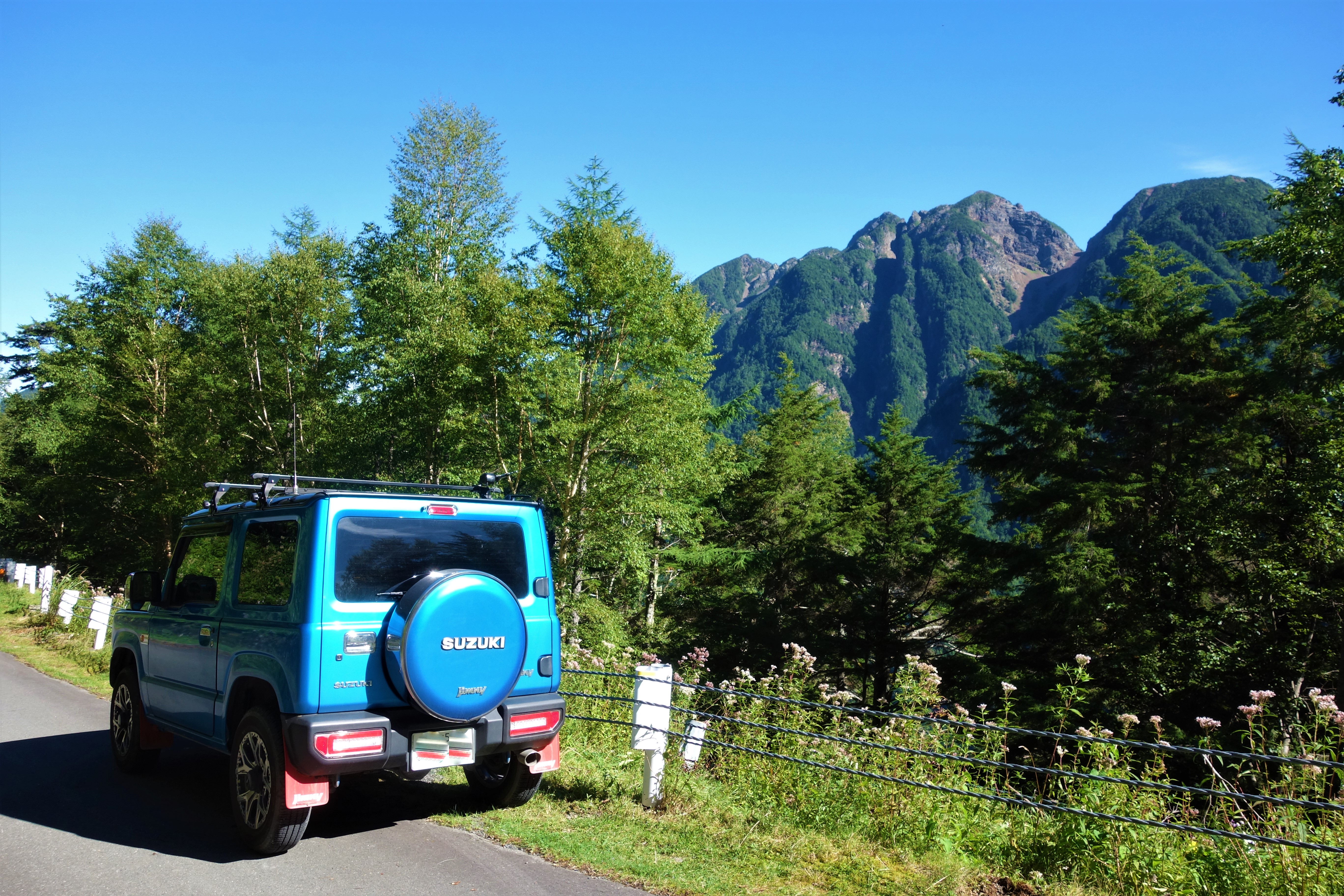
鹿の沢付近からの鋸岳

## 関連図書
- 『新日本山岳誌』ナカニシヤ出版、ISBN 4-7795-0000-1
- 『アルペンガイド10 南アルプス（ヤマケイ・アルペンガイド）』山と溪谷社、ISBN 978-4-635-01358-1
- 『新・分県登山ガイド（改訂版）山梨県の山』山と溪谷社、ISBN 978-4-635-02364-1